# Choy Hiu-fung
Dans ce nom, le nom de famille, Choy, précède le nom personnel.
Choy Hiu-fung, né le 17 janvier 1996 à Hong Kong, est un coureur cycliste hongkongais.

## Palmarès sur route

### Par années
- 2011
  -  Champion de Hong Kong sur route cadets
- 2013
  - 2e du championnat de Hong Kong du contre-la-montre juniors
  - 3e du championnat de Hong Kong sur route juniors
- 2020
  - 2e étape du Cambodia Bay Cycling Tour

### Classements mondiaux
| Année         | 2016 | 2017 | 2018 | 2019 |
| ------------- | ---- | ---- | ---- | ---- |
| UCI Asia Tour | 204e | 413e | 181e | 180e |

## Palmarès sur piste

### Championnats nationaux
- 2013
  - 3e du championnat de Hong Kong de keirin juniors
  - 3e du championnat de Hong Kong de vitesse juniors
- 2015
  - 3e du championnat de Hong Kong de keirin